# Treinamento de Liderança Cristã
O Treinamento de Liderança Cristã, ou simplesmente conhecido por sua sigla TLC, é um conceito de formação cristã continuada desenvolvido pela Igreja Católica Apostólica Romana. Sua fundação se deu na cidade de Campinas, Brasil, e hoje está presente também em vários outros municípios e dioceses do Brasil, Argentina, Colômbia e Itália.

## História
O TLC católico foi criado em 1967, pelo Padre Haroldo Rahm, SJ, que chegou ao Brasil no ano de 1964, vindo do Texas. Como diretor espiritual do Cursilho no Brasil, junto com um grupo de leigos (jovens e adultos), decide criar uma espécie de curso para jovens, combinando técnicas dos Exercícios Espirituais de Santo Inácio de Loyola, da Congregação Mariana, da Legião de Maria, da Ação Católica, de documentos do Concílio do Vaticano II e do movimento Search for Christian Maturity (em inglês:  Busca pela Maturidade Cristã). A repercussão da proposta à época foi tão grande que foi necessário o Padre Haroldo escrever um manual detalhando todo o conteúdo e o retiro. Com isso, o movimento se espalhou para diversos lugares do Brasil.
Em 2017 o movimento completou 50 anos de existência. Nos dias 18 e 19 de novembro houve a comemoração do Jubileu em Aparecida, incluindo um show com uma das mais conhecidas bandas católicas: Anjos de Resgate. A comemoração do jubileu foi saudada por diversos bispos brasileiros, como Dom Nelson Francelino Ferreira, bispo da Comissão Episcopal para a Juventude da CNBB.

## Objetivo e estrutura

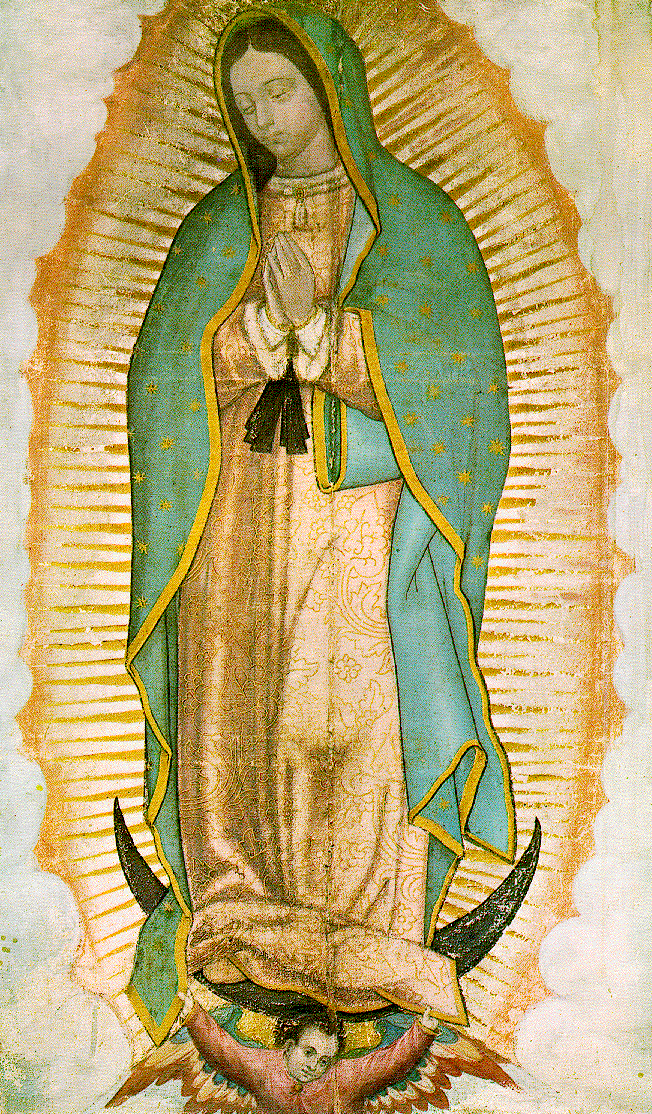
Nossa Senhora de Guadalupe

Foi fundado como um retiro cristão, com o intuito de formar líderes cristãos que deveriam "fazer a diferença na Igreja e na sociedade". A proposta inicial do TLC era atrair o jovem para o seio da igreja e fazê-lo refletir sobre sua conduta e postura em casa, no trabalho, em seus estudos e na sociedade, julgar suas atitudes e posteriormente aceitar ou não o convite para uma mudança de vida cada vez mais voltada para os ensinamentos de Jesus Cristo. Hoje entretanto o TLC é voltado para a capacitação em liderança eclesiástica não somente de jovens (ainda que estes continuem sendo o alvo maior), mas também de adultos e idosos recém chegados ao corpo de uma congregação.
Para participar do retiro, além de ser convidado é preciso ter a idade mínima de 17 anos completos. Como o que acontece em tal encontro é mantido em sigilo, quem pergunta sobre ele e não está iniciado no movimento costuma receber uma das seguintes respostas: "Tudo está previsto!"; "O TLC não se explica, se vive!". 

### Variações
Devido à expansão do movimento, foram criadas variações de sua estrutura para atender a públicos diferentes.
- Mini TLC, para crianças e adolescentes
- TLC de Jovens
- TLC de Pais
- TLC de Músicos
- TLC Escolar

### Padroeira
A padroeira do TLC é Nossa Senhora de Guadalupe, eleita pelo próprio fundador, após visões com a santa enquanto ainda residia no México.

## Estatísticas
- Está presente em 47 dioceses brasileiras
- Tem cerca de 80 sedes
- Cerca de 4000 membros ativos atualmente
- Aproximadamente 140.000 pessoas já fizeram o TLC

| - Mato Grosso do Sul |

| - Alagoas - Bahia - Pernambuco |

| - Espírito Santo - Minas Gerais - Rio de Janeiro - São Paulo |

| - Paraná - Santa Catarina |